# اهلال (تغروت)
اهلال هو دُوَّار يقع بجماعة الواد، إقليم تطوان، جهة طنجة تطوان الحسيمة في المملكة المغربية. ينتمي الدوّار لمشيخة تغروت التي تضم 6 دواوير. يقدر عدد سكانه بـ 1280 نسمة حسب الإحصاء الرسمي للسكان والسكنى لسنة 2004.

## روابط خارجية
- البوابة الوطنية للجماعات الترابية
- المندوبية السامية للتخطيط